# День принятия Калифорнии в Союз
День принятия Калифорнии в Союз (англ. California Admission Day) — официальный праздник штата Калифорния, США. Отмечается ежегодно 9 сентября в годовщину принятия Калифорнии в Союз в качестве 31-го штата в 1850 году.
Калифорния допускалась в союз как часть компромисса 1850 года в качестве свободного штата в результате обширных территориальных уступок Мексики в конце Американо-мексиканской войны в 1848 году.